# Пионер-Венера-1
Пионер-Венера-1 — космический аппарат НАСА, запущенный 20 мая 1978 года с целью изучения Венеры. Проработал до августа 1992 года и осуществлял, в частности, радиолокационное картографирование планеты. Официальное название аппарата — Pioneer Venus Orbiter, в документах НАСА он фигурировал также в качестве Pioneer Venus 1 и Pioneer 12.

## Описание аппарата
«Пионер-Венера-1» представлял собой цилиндр диаметром 2,5 м и высотой 1,2 м, на котором были смонтированы приборы, а также антенна диаметром 1,09 м. Солнечные панели были расположены по окружности цилиндра и обеспечивали электропитание мощностью свыше 300 Вт. Кроме того, на штанге длиной 4,7 м был вынесен магнитометр. Масса аппарата — 517 кг, включая 45 кг научных приборов. Аппарат имел основной двигатель, а также семь небольших двигателей ориентации, используемых также для коррекции орбиты. Стабилизация осуществлялась с помощью вращения.
«Пионер-Венера-1» мог осуществлять 17 научных экспериментов:
- картографирование поверхности планеты с помощью радара;
- измерение вертикального распределения облаков с помощью фотополяриметра;
- проведение измерений с помощью инфракрасного радиометра и ультрафиолетового спектрометра (в частности, снимки облачного покрова);
- определение состава верхнего слоя атмосферы с помощью масс-спектрометра нейтральных частиц;
- эксперименты по измерению различных параметров солнечного ветра;
- измерение магнитного поля планеты с помощью магнитометра;
- эксперименты по измерению различных характеристик ионосферы (с помощью масс-спектрометра ионов и датчика электрического поля);
- два эксперимента по измерению гравитационного поля Венеры с использованием радиосигнала;
- измерение характеристик атмосферы при прохождении через неё радиосигнала;
- регистрация гамма-всплесков;
- эксперимент по изучению верхних слоёв атмосферы, которые аппарат «задевал» в нижней точке орбиты.

## Изучение Венеры
Аппарат вышел на 24-часовую эллиптическую орбиту вокруг Венеры 4 декабря 1978 года. В течение полутора лет нижняя точка орбиты удерживалась на высоте 142—253 км, верхняя — 66900 км. В дальнейшем параметры орбиты неоднократно менялись.
«Пионер-Венера-1» подтвердил (в пределах чувствительности своих приборов), что Венера не имеет магнитного поля. По данным аппарата была построена модель ионосферы планеты, определён её состав и характер взаимодействия с солнечным ветром.
Аппарат предоставил новые данные по динамике облачного покрова планеты. Кроме того, были обнаружены частые грозовые разряды, сконцентрированные в ограниченных областях.
Радиолокационное картографирование поверхности показало различные типы рельефа. Некоторые районы получили новые названия, например, Aphrodite Terra (Земля Афродиты), гора Максвелла (на снимках последней был впервые обнаружен "снег").